# La Futura
La Futura es el décimo quinto álbum de estudio de la banda estadounidense de blues rock y hard rock ZZ Top, publicado en 2012 por American Recordings y Universal Republic Records, convirtiéndose en el primer trabajo de estudio desde el disco Mescalero de 2003. El álbum significó el gran retorno al sonido de los trabajos de la década de los setenta, siendo incluso comparado con Tres Hombres y Rio Grande Mud, en ciertas canciones. Además, Stephen Thomas Erlewine, crítico del sitio Allmusic, consideró que es la mejor grabación desde Eliminator de 1983.
Tras su lanzamiento logró muy buenas posiciones en las listas musicales, por ejemplo en los Estados Unidos alcanzó el puesto 6 en los Billboard 200 y el primer lugar en el Top Hard Rock Albums, manteniéndose en dicha posición hasta principios de 2013. Para promocionarlo fue lanzado en junio del mismo año el EP Texicali, a través del sitio ITunes, que incluyó cuatro canciones entre ellas el sencillo promocional «I Gotsta Get Paid».
Como dato la canción «Flyin' High» fue dada a conocer en junio de 2011, cuando el amigo de la banda y astronauta Mike Fossum la escuchó mientras despegaba en la astronave Soyuz rumbo a la Estación Espacial Internacional.

## Lista de canciones
| N.º | Título                          | Escritor(es)                              | Duración |  |
| 1.  | «I Gotsta Get Paid»             | Gibbons, Dorsey, West, Brown, Hardy, Moon | 4:03     |  |
| 2.  | «Chartreuse»                    | Gibbons, Hill, Beard, Moon                | 2:57     |  |
| 3.  | «Consumption»                   | Gibbons                                   | 3:47     |  |
| 4.  | «Over You»                      | Gibbons, Hambridge                        | 4:29     |  |
| 5.  | «Heartache in Blue»             | Gibbons, Bruce                            | 4:09     |  |
| 6.  | «I Don't Wanna Lose, Lose, You» | Gibbons, Hambridge                        | 4:20     |  |
| 7.  | «Flyin' High»                   | Gibbons, Hanks, Sardy                     | 4:17     |  |
| 8.  | «It's Too Easy Mañana»          | Rawlings, Welch, Gibbons                  | 4:47     |  |
| 9.  | «Big Shiny Nine»                | Gibbons, Hardy, Moon                      | 3:11     |  |
| 10. | «Have a Little Mercy»           | Gibbons                                   | 3:18     |  |

| Pistas adicionales en Best Buy |                            |                    |          |  |
| N.º                            | Título                     | Escritor(es)       | Duración |  |
| 11.                            | «Threshold of a Breakdown» | Gibbons, Hambridge | 3:29     |  |
| 12.                            | «Drive by Lover»           | Gibbons, Van Wilks | 3:03     |  |

## Músicos
- Billy Gibbons: voz y guitarra eléctrica
- Dusty Hill: bajo
- Frank Beard: batería